# كوزو إغاراشي
كوزو إغاراشي هو سياسي ياباني، ولد في 15 مارس 1926 في أساهيكاوا في اليابان، وتوفي في 7 مايو 2013 بسبب ذات الرئة. نشط حزبياً في الحزب الاشتراكي الديمقراطي الياباني. وقد انتخب عضو مجلس النواب الياباني ‏.